# 2004-es magyar úszóbajnokság
A 2004-es magyar úszóbajnokságot – amely a 106. magyar bajnokság volt – júliusban rendezték meg Budapesten.

## Eredmények

### Férfiak
| Versenyszám                       | Arany                                                                   | Arany        | Ezüst                                                                 | Ezüst    | Bronz                                                                  | Bronz    |
| --------------------------------- | ----------------------------------------------------------------------- | ------------ | --------------------------------------------------------------------- | -------- | ---------------------------------------------------------------------- | -------- |
| 50 m gyorsúszás július 8.         | Zubor Attila Bp. Spartacus                                              | 22,99        | Gáspár Zsolt Ferencvárosi TC                                          | 23,02    | Takács Krisztián Dunaferr                                              | 23,99    |
| 100 m gyorsúszás július 11.       | Zubor Attila Bp. Spartacus                                              | 50,08        | Makány Balázs ANK Pécs                                                | 51,74    | Batházi Tamás Delfin SE                                                | 52,16    |
| 200 m gyorsúszás július 9.        | Szűcs Tamás Ferencvárosi TC                                             | 1:50,79      | Makány Balázs ANK Pécs                                                | 1:52,29  | Batházi Tamás Delfin SE                                                | 1:52,67  |
| 400 m gyorsúszás július 11.       | Kis Gergő Rája '94 UK                                                   | 3:55,39      | Kiss Boldizsár Ferencvárosi TC                                        | 3:59,06  | Nagy Péter Rája '94 UK                                                 | 4:00,20  |
| 800 m gyorsúszás július 10.       | Kis Gergő Rája '94 UK                                                   | 8:03,53 ocs  | Nagy Péter Rája '94 UK                                                | 8:10,28  | Gercsák Balázs A Jövő SC                                               | 8:11,27  |
| 1500 m gyorsúszás július 8.       | Kis Gergő Rája '94 UK                                                   | 15:17,97 ocs | Nagy Péter Rája '94 UK                                                | 15:33,90 | Gyurta Dániel A Jövő SC                                                | 15:55,22 |
| 50 m hátúszás július 8.           | Cseh László Bp. Spartacus                                               | 26,01        | Rudolf Roland A Jövő SC                                               | 26,84    | Bodrogi Viktor Százhalombattai VUK                                     | 27,00    |
| 100 m hátúszás július 10.         | Cseh László Bp. Spartacus                                               | 55,89        | Rudolf Roland A Jövő SC                                               | 56,82    | Bodrogi Viktor Százhalombattai VUK                                     | 58,37    |
| 200 m hátúszás július 11.         | Cseh László Bp. Spartacus                                               | 1:58,72 ocs  | Rudolf Roland A Jövő SC                                               | 2:01,48  | Bodrogi Viktor Százhalombattai VUK                                     | 2:03,52  |
| 50 m mellúszás július 10.         | Flaskay Mihály Egri VUK                                                 | 28,50        | Bodor Richárd Pécsi TÁSI                                              | 28,65    | Financsek Gábor Pécsi TÁSI                                             | 29,01    |
| 100 m mellúszás július 9.         | Bodor Richárd Pécsi TÁSI                                                | 1:01,70      | Gyurta Dániel A Jövő SC                                               | 1:02,20  | Flaskay Mihály Egri VUK                                                | 1:02,25  |
| 200 m mellúszás július 11.        | Gyurta Dániel A Jövő SC                                                 | 2:13,12      | Bodor Richárd Pécsi TÁSI                                              | 2:13,67  | Molnár Ákos A Jövő SC                                                  | 2:17,46  |
| 50 m pillangóúszás július 8.      | Gáspár Zsolt Ferencvárosi TC                                            | 24,40        | Cseh László Bp. Spartacus                                             | 25,02    | Mészáros Gergely Delfin SE                                             | 25,27    |
| 100 m pillangóúszás július 11.    | Gáspár Zsolt Ferencvárosi TC                                            | 54,68        | Madarassy Ádám Ferencvárosi TC                                        | 54,96    | Mészáros Gergely Delfin SE                                             | 55,36    |
| 200 m pillangóúszás július 9.     | Cseh László Bp. Spartacus                                               | 1:59,07      | Kolozár Dávid Delfin SE                                               | 2:00,01  | Madarassy Ádám Ferencvárosi TC                                         | 2:00,08  |
| 200 m vegyes úszás július 10.     | Cseh László Bp. Spartacus                                               | 2:00,36      | Kerékjártó Tamás Delfin SE                                            | 2:02,90  | Batházi István Bp. Spartacus                                           | 2:05,12  |
| 400 m vegyes úszás július 11.     | Verrasztó Dávid A Jövő SC                                               | 4:23,62      | Kerékjártó Tamás Delfin SE                                            | 4:23,72  | Batházi István Bp. Spartacus                                           | 4:25,13  |
| 4 × 100 m gyorsváltó július 8.    | Ferencvárosi TC Szűcs Tamás Bunda Máté Gáspár Zsolt Kiss Boldizsár      | 3:25,27      | Bp. Spartacus Zubor Attila Cseh László Leposa Milán Tóth Pál          | 3:27,04  | Delfin SE Schönek András Mészáros Gergely Kolozár Dávid Batházi Tamás  | 3:27,94  |
| 4 × 200 m gyorsváltó július 9.    | Delfin SE Mészáros Gergely Kolozár Dávid Batházi Tamás Kerékjártó Tamás | 7:31,16      | Bp. Spartacus Cseh László Leposa Milán Batházi István Zubor Attila    | 7:34,10  | Ferencvárosi TC Kiss Boldizsár Gáspár Zsolt Madarassy Ádám Szűcs Tamás | 7:38,77  |
| 4 × 100 m vegyes váltó július 11. | Bp. Spartacus Cseh László Máté Hunor Leposa Milán Zubor Attila          | 3:46,55      | Delfin SE Horváth Péter Horváth Zoltán Mészáros Gergely Batházi Tamás | 3:50,75  | A Jövő SC Rudolf Roland Gyurta Dániel Molnár Ákos Gercsák Balázs       | 3:52,69  |

### Nők
| Versenyszám                       | Arany                                                                     | Arany    | Ezüst                                                                    | Ezüst    | Bronz                                                             | Bronz    |
| --------------------------------- | ------------------------------------------------------------------------- | -------- | ------------------------------------------------------------------------ | -------- | ----------------------------------------------------------------- | -------- |
| 50 m gyorsúszás július 11.        | Csobánki Zsuzsa Ferencvárosi TC                                           | 26,72    | Szél Friderika Szegedi UE                                                | 26,82    | Miskovicz Zsuzsa Dunaferr                                         | 27,01    |
| 100 m gyorsúszás július 9.        | Risztov Éva Bp. Spartacus                                                 | 57,40    | Miskovicz Zsuzsa Dunaferr                                                | 57,98    | Szél Friderika Szegedi UE                                         | 58,05    |
| 200 m gyorsúszás július 10.       | Risztov Éva Bp. Spartacus                                                 | 2:01,16  | Nagy Réka Rája '94 UK                                                    | 2:03,28  | Hosszú Katinka Bajai Spartacus                                    | 2:03,22  |
| 400 m gyorsúszás július 8.        | Risztov Éva Bp. Spartacus                                                 | 4:15,31  | Nagy Réka Rája '94 UK                                                    | 4:16,35  | Verrasztó Evelyn A Jövő SC                                        | 4:22,15  |
| 800 m gyorsúszás július 10.       | Risztov Éva Bp. Spartacus                                                 | 8:40,89  | Nagy Réka Rája '94 UK                                                    | 8:41,42  | Balogh Vanessa A Jövő SC                                          | 8:54,72  |
| 1500 m gyorsúszás július 9.       | Risztov Éva Bp. Spartacus                                                 | 16:30,05 | Nagy Réka Rája '94 UK                                                    | 16:30,55 | Balogh Vanessa A Jövő SC                                          | 17:00,38 |
| 50 m hátúszás július 11.          | Szepesi Nikolett Bp. Spartacus                                            | 29,49    | Decsi Eszter Ferencvárosi TC                                             | 30,43    | Pálmai Andrea Bp. Spartacus                                       | 30,87    |
| 100 m hátúszás július 9.          | Szepesi Nikolett Bp. Spartacus                                            | 1:02,25  | Decsi Eszter Ferencvárosi TC                                             | 1:04,51  | Maxim Dóra Szombathelyi VSE                                       | 1:05,32  |
| 200 m hátúszás július 10.         | Szepesi Nikolett Bp. Spartacus                                            | 2:14,58  | Verrasztó Evelyn A Jövő SC                                               | 2:15,71  | Pálmai Andrea Bp. Spartacus                                       | 2:18,20  |
| 50 m mellúszás július 8.          | Kovács Ágnes Bp. Spartacus                                                | 32,96    | Czakó Andrea Pécsi TÁSI                                                  | 33,80    | Veisz Kitti Bp. Honvéd                                            | 34,46    |
| 100 m mellúszás július 10.        | Kovács Ágnes Bp. Spartacus                                                | 1:10,91  | Czakó Andrea Pécsi TÁSI                                                  | 1:12,31  | Bor Katalin A Jövő SC                                             | 1:14,49  |
| 200 m mellúszás július 9.         | Kovács Ágnes Bp. Spartacus                                                | 2:31,46  | Bor Katalin A Jövő SC                                                    | 2:35,16  | Czakó Andrea Pécsi TÁSI                                           | 2:36,60  |
| 50 m pillangóúszás július 9.      | Boulsevicz Beatrix Római SE                                               | 28,58    | Farkas Marianna Veszprémi Egyetem                                        | 28,62    | Dara Eszter Bp. Spartacus                                         | 28,70    |
| 100 m pillangóúszás július 11.    | Boulsevicz Beatrix Római SE                                               | 1:00,16  | Lipcsei Krisztina Bp. Spartacus                                          | 1:02,46  | Papp Renáta Ferencvárosi TC                                       | 1:02,95  |
| 200 m pillangóúszás július 9.     | Risztov Éva Bp. Spartacus                                                 | 2:11,54  | Lipcsei Krisztina Bp. Spartacus                                          | 2:12,33  | Magó Ágnes Kecskemét                                              | 2:15,38  |
| 200 m vegyes úszás július 11.     | Kovács Ágnes Bp. Spartacus                                                | 2:16,12  | Jakabos Zsuzsanna ANK Pécs                                               | 2:16,24  | Verrasztó Evelyn A Jövő SC                                        | 2:19,90  |
| 400 m vegyes úszás július 8.      | Risztov Éva Bp. Spartacus                                                 | 4:41,61  | Jakabos Zsuzsanna ANK Pécs                                               | 4:44,75  | Hosszú Katinka Bajai Spartacus                                    | 4:50,64  |
| 4 × 100 m gyorsváltó július 10.   | Bp. Spartacus Kovács Ágnes Szepesi Nikolett Lipcsei Krisztina Risztov Éva | 3:53,39  | Ferencvárosi TC Cseh-Német Luca Papp Renáta Decsi Eszter Csobánki Zsuzsa | 3:53,58  | Dunaferr Miskovicz Zsuzsa Kiss Annamária Hornyák Judit Urbán Kata | 4:00,10  |
| 4 × 200 m gyorsváltó július 9.    | Bp. Spartacus Kovács Ágnes Lipcsei Krisztina Szepesi Nikolett Risztov Éva | 8:27,43  | Ferencvárosi TC Decsi Eszter Cseh-Német Luca Fülöp Mariann Papp Renáta   | 8:32,70  | Dunaferr Urbán Kata Miskovicz Zsuzsa Hornyák Judit Kiss Annamária | 8:39,51  |
| 4 × 100 m vegyes váltó július 11. | Bp. Spartacus Szepesi Nikolett Kovács Ágnes Lipcsei Krisztina Risztov Éva | 4:14,48  | A Jövő SC Verrasztó Evelyn Bor Katalin Tégely Viktória Csajági Tímea     | 4:23,58  | Eger VUK Petrovai Panna Barta Nikolett Hegedűs Ágnes Mutina Ágnes | 4:29,93  |